# Göran Stubb
Göran Stubb, född 10 mars 1935 i Kexholm, är en finländsk (finlandssvensk) idrottsledare inom ishockey.

## Biografi
Stubbs föräldrar, Volmar Stubb (1898–1950) och Marita Breitenstein (1911–1999), föddes i Viborg. Stubb var som barn krigsbarn i Sverige.
Stubb var den viktigaste drivkraften när Helsingfors IFK (HIFK) nådde den finländska ishockeytoppen på 1960-talet. Han ledde HIFK till tre finländska mästerskap och rekryterade den före detta NHL-spelaren Carl Brewer till laget säsongen 1968–69.
Efter tiden i HIFK verkade Stubb som VD för Finlands Ishockeyförbund åren 1977–1984. Han var generalsekreterare för VM i Finland 1982. Från år 1983 har Stubb varit europeisk talangchef för National Hockey League Central Scouting Bureau. Göran Stubb har också varit talangscout för NHL-lag och han har skrivit kolumner i den största finlandssvenska dagstidningen, Hufvudstadsbladet.
Finlands Ishockeymuseum har utsett Stubb till Finlands Ishockeylejon nummer 82  och Internationella ishockeyförbundet IIHF har valt in Stubb i sitt Hall of Fame. 
Göran Stubb är far till politikern Alexander Stubb, som varit europaparlamentariker, Finlands utrikesminister och statsminister och är nu republikens president. Hans partner är skådespelerskan Pirkko Mannola.

## Utmärkelser
- Finlands idrottskulturs förtjänstkors i guld[1]
- Hockeylejon
- Internationella Ishockeyförbundets Hall of Fame

[Redigera Wikidata]